# Butlletí de la Societat Andorrana de Residents a Barcelona
El Butlletí de la Societat Andorrana de Residents a Barcelona fou una publicació periòdica andorrana de caràcter generalista, editada a Barcelona, i impresa a la Impremta Cusó, ubicada al carrer Anglesola de la capital comtal. Va néixer per iniciativa de la societat que donà nom a la publicació, un grup d'emigrats de caràcter econòmic, que des de l'exili volien participar en les accions polítiques d'Andorra. De periodicitat mensual, el Butlletí va publicar un total de 34 números, el primer l'1 d'octubre del 1929 i el darrer el juliol del 1932. Els directors foren Eduard Bonell, fins al número 31, i posteriorment Rafael Roca. A partir del mes d'agost del 1932 es publicà sota el nom de La nova Andorra.
La crítica constant dels fets que succeïen al país, motivà la retirada dels passaports dels redactors principals, per part del Consell General d'Andorra. Al número 28, publicat el gener del 1932 es reproduïa la carta enviada pel secretari del Consell General d'Andorra al president de la Societat:
| «                                                                               | Sr. Jacint Martisella. President de la Societat d'Andorrans a Barcelona. El Consell General, en vista dels articles publicats en el “Butlletí Andorrà” ofensant les autoritats andorranes, ha acordat privar de la nacionalitat andorrana i de tots els drets annexes a ella a V. i senyors Eduard Bonell, Ignaci Vila i Rafael Roca. Lo que se vos comunica pregant-vos de fer-ho saber als esmentats senyors. Deu vos guardi molts anys. | » |
| — Andorra, 24 Desembre de 1931. Per acord del Consell: El Secretari, J. Picart. | |   |

Tres mesos després, al número 31 d'abril del 1932 es publicava la carta rebuda amb motiu del retorn dels passaports retirats:
| «                                                            | Srs. Rafael Roca, Jacint Martisella, Eduard Bonell i Ignasi Vila. Barcelona Amb data d'avui el Consell General ha acordat concedir-vos tots els drets de ciutadà andorrà, deixant en sa conseqüència sense efecte la sanció que vos imposà el mateix Consell en la sessió ordinària del mes de Desembre próxim – passat. Lo que tinc el gust de comunicar-vos per acord del Iltre. Consell General. | » |
| — Andorra 21 Març de 1932. El Secretari, J. Picart (signat). | |   |

## Col·laboradors
Els col·laboradors foren els següents:
- Eduard Bonell
- Valentí Almirall
- Rafael Roca
- Xavier Fiter
- Jacint Martisella
- Ignasi Vila
- Josep Maria Gilera Albinyana
- Josep Maria de Segarra
- M. Aureli Vila
- Coll de Jou
- Alfred Mora
- J. Puy